# El Novillo
El Novillo är en ort i Mexiko.   Den ligger i kommunen Jerécuaro och delstaten Guanajuato, i den centrala delen av landet, 190 km nordväst om huvudstaden Mexico City. El Novillo ligger 2 123 meter över havet och antalet invånare är 237.
Terrängen runt El Novillo är kuperad söderut, men norrut är den platt. Runt El Novillo är det ganska tätbefolkat, med 78 invånare per kvadratkilometer. Närmaste större samhälle är Apaseo el Alto, 14,4 km norr om El Novillo. I omgivningarna runt El Novillo växer huvudsakligen savannskog.